# 나가노촌 (군마현)
나가노촌(일본어: 長野村)은 일본 군마현 군마군에 설치되었던 촌이다.

## 역사
- 1889년 4월 1일 - 정촌제 시행에 의해 니시군마군 나가노촌이 성립하였다.
- 1896년 4월 1일 - 군 통합에 의해 군마군이 성립하여, 소속이 변경되었다.
- 1955년 8월 1일 - 다카사키시에 편입되었다.

## 참고 문헌
- 角川日本地名大辞典編纂委員会, 『角川日本地名大辞典 10 群馬県』1988, 角川書店